# Iglesia de Nuestra Señora del Rosario (Doha)

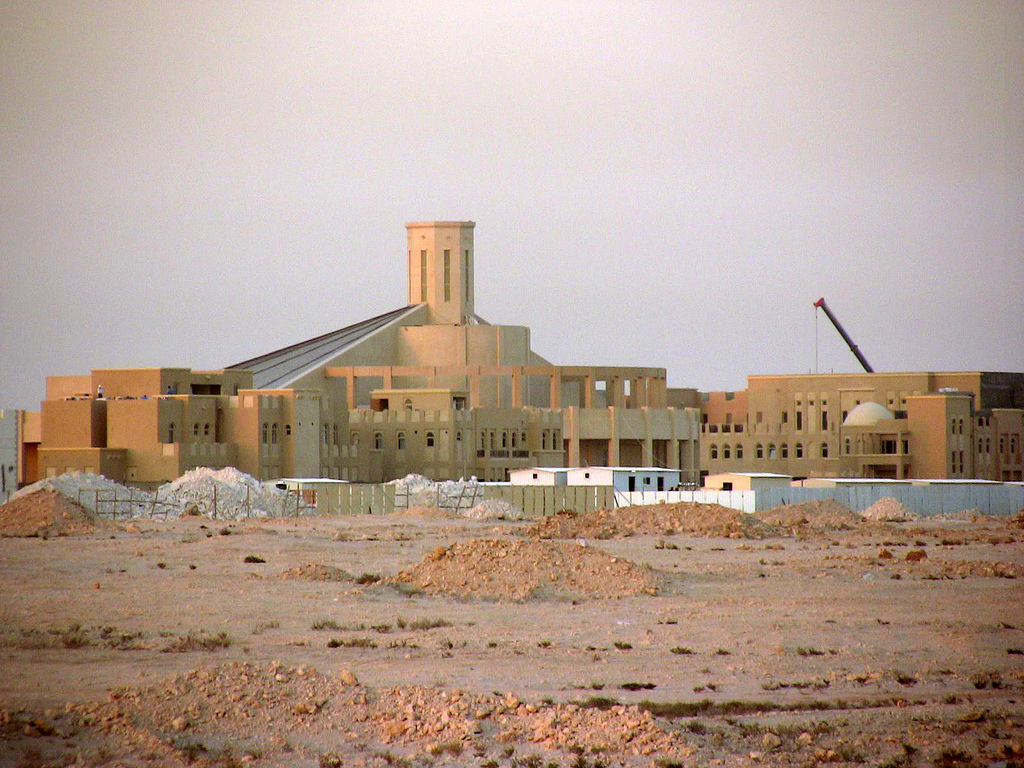
Vista exterior de la iglesia

La Iglesia Católica de Nuestra Señora del Rosario (en árabe: كنيسة سيدة الوردية) es una iglesia de culto católico en Doha, Catar, y la primera iglesia cristiana en este país. Pertenece al Vicariato Apostólico de Arabia Septentrional. Se encuentra, junto con iglesias de otras denominaciones cristianas, en el Complejo Religioso de Abu Hamour. Es la primera iglesia construida en el país desde las conquistas musulmanas en el siglo VII.

## Historia
Se encuentra, junto con iglesias de otras denominaciones cristianas, en el Complejo Religioso de Abu Hamour. Es la primera iglesia construida en el país desde las conquistas musulmanas en el siglo VII. 
La iglesia fue construida a un costo de alrededor de $ 20 millones en un terreno donado por el Emir de Catar, Hamad bin Khalifa Al Thani. Debido a las leyes del Catar islámico, la iglesia no muestra símbolos cristianos como cruces, campanas o campanarios en su exterior. 
La iglesia fue dedicada el 14 de marzo de 2008, por el cardenal Ivan Dias , prefecto de la Congregación para la Evangelización, en una ceremonia a la que asistieron el vice primer ministro de Catar, Abdullah Bin Hamad Al-Attiyah; El arzobispo Mounged Al Hachem, embajador de la Santa Sede en el Golfo; Mons. Paul Hinder, Vicariato Apostólico de Arabia; El arzobispo Giuseppe Andrea, exnuncio de la Santa Sede en la región; y varios funcionarios de Catar. 
La iglesia es parte del Vicariato Apostólico de Arabia del Norte y sirve a unos 200 000 católicos en Catar, mayoría de ellos trabajadores migrantes de Filipinas, India, América del Sur, África, Líbano y Europa.
La iglesia fue construida en un terreno donado por Emir Hamad bin Khalifa Al Thani. Fue consagrado el 15 de marzo de 2008 por el cardenal Ivan Dias. En la ceremonia de apertura, el día anterior, asistieron el primer ministro de Catar Abdullah Bin Hamad Al-Attiyah, el nuncio apostólico Paul-Mounged El-Hachem, el embajador de la Santa Sede en el Golfo Paul Hinder, el vicario apostólico de Arabia Giuseppe Andrea.
Depende del Vicariato Apostólico de Arabia del Norte con sede en Baréin.
Para respetar las tradiciones islámicas, la iglesia no tiene símbolos religiosos ni campanas en el exterior.

## Inauguración
En una simple función el 15 de marzo de 2008, la iglesia, con un coste de unos 8,5 millones de euros y de planta circular fue inaugurada por Abdullah Bin Hamad Al-Attiyah, vice primer ministro y Ministro de Energía e Industria, mediante el corte de una cinta en la presencia del arzobispo Mounged Al Hachem, el nuncio de la Santa Sede en el Golfo Pérsico, el obispo Paul Hinder, Vicariato Apostólico de Arabia, el arzobispo Giuseppe Andrea, exnuncio de la Santa Sede en la región y varios funcionarios de Catar.

## Características

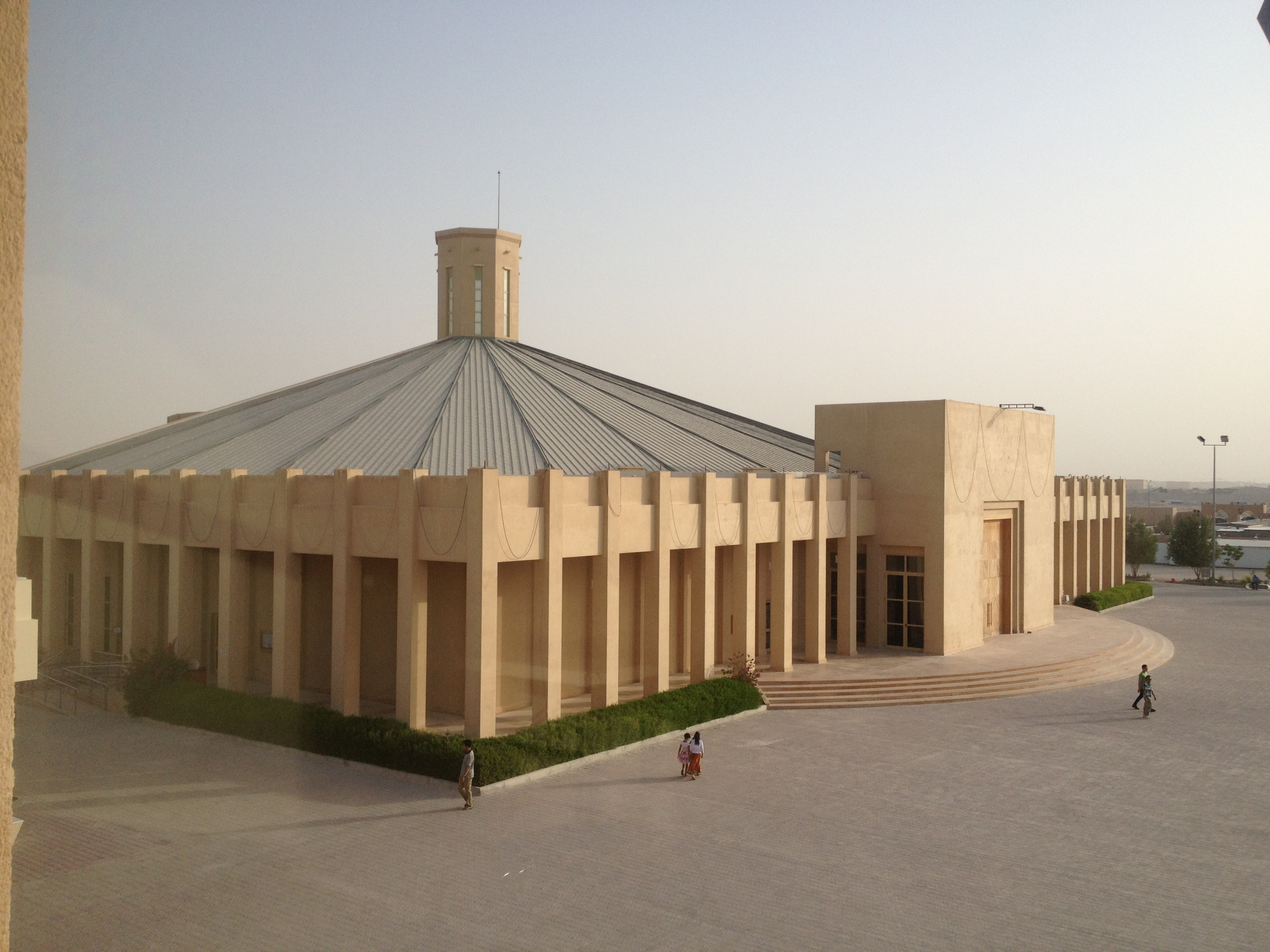
Fachada de la iglesia

La iglesia está en las afueras de Doha, en un terreno donado por el emir Hamad bin Jalifa Al Thani para la construcción de un complejo religioso cristiano. La iglesia es un edificio discreto, y sin cruces, campanarios, o carteles por motivos de respeto hacia el Islam.
Tiene capacidad para unos 2000 fieles. Su construcción se realizó por la cantidad de inmigración católica de origen filipino, indio, y otros países asiáticos.